# Gare de Hoelschloch
Gare de Hoelschloch vasútállomás Franciaországban, Surbourg településen.

## Vasútvonalak
Az állomást az alábbi vasútvonalak érintik:
- Vendenheim–Wissembourg-vasútvonal

## Kapcsolódó állomások
A vasútállomáshoz az alábbi állomások vannak a legközelebb:
- Gare de Soultz-sous-Forêts
- Gare de Walbourg